# Phyllophaga aequata
Phyllophaga aequata är en skalbaggsart som beskrevs av Bates 1888. Phyllophaga aequata ingår i släktet Phyllophaga och familjen Melolonthidae. Inga underarter finns listade i Catalogue of Life.